# Quả bóng vàng FIFA 2010
Quả bóng vàng FIFA 2010 (FIFA Ballon d'Or 2010) là giải thưởng hợp nhất đầu tiên giữa Quả bóng vàng châu Âu và Cầu thủ xuất sắc nhất năm của FIFA, được trao trong đêm Gala diễn ra vào ngày 10 tháng 1 năm 2011 tại Zurich, Thụy Sĩ
Giải năm 2010 ngoài hai giải thưởng chính cho nam và nữ cầu thủ hay nhất còn có 6 giải khác: đội hình 11 cầu thủ tiêu biểu FIFA/FIFPro World XI, giải chơi đẹp Fair Play, huấn luyện viên bóng đá nam và nữ hay nhất, giải của chủ tịch FIFA và giải FIFA Puskas dành cho bàn thắng đẹp nhất.
Người chiến thắng trong lần đầu tiên giải thưởng được trao là Lionel Messi, người cũng đã đoạt Quả bóng vàng châu Âu 2009 và danh hiệu Cầu thủ xuất sắc nhất năm 2009 của FIFA. 

## Kết quả bầu chọn

### Cầu thủ nam
Có 23 nam cầu thủ được xét duyệt làm ứng cử viên chính thức cho giải 2010, trong đó Barcelona áp đảo với 6 cầu thủ và đội tuyển Tây Ban Nha với 7 cầu thủ. Messi là cầu thủ duy nhất của Argentina có mặt và đã giành giải cao nhất.
| Cầu thủ:       | Quốc tịch:  | Câu lạc bộ: | Tỉ lệ % |
| -------------- | ----------- | ----------- | ------- |
| Lionel Messi   | Argentina   | Barcelona   | 22,65%  |
| Andrés Iniesta | Tây Ban Nha | Barcelona   | 17,36%  |
| Xavi           | Tây Ban Nha | Barcelona   | 16,48%  |

### Cầu thủ nữ
| Cầu thủ          | Quốc tịch | Câu lạc bộ      |
| ---------------- | --------- | --------------- |
| Marta            | Brazil    | FC Gold Pride   |
| Birgit Prinz     | Đức       | Frankfurt       |
| Fatmire Bajramaj | Đức       | Turbine Potsdam |

### Huấn luyện viên
| Huấn luyện viên    | Quốc tịch   | Câu lạc bộ/Đội tuyển quốc gia |
| ------------------ | ----------- | ----------------------------- |
| José Mourinho      | Bồ Đào Nha  | Inter Milan Real Madrid       |
| Vicente del Bosque | Tây Ban Nha | Tây Ban Nha                   |
| Josep Guardiola    | Tây Ban Nha | Barcelona                     |

### Huấn luyện viên nữ
| Huấn luyện viên | Quốc tịch | Câu lạc bộ/Đội tuyển quốc gia |
| --------------- | --------- | ----------------------------- |
| Silvia Neid     | Đức       | Đức                           |
| Maren Meinert   | Đức       | U-20 Đức                      |
| Pia Sundhage    | Thụy Điển | Mĩ                            |

### GiảiFIFA Puskás
Đây là giải thưởng dành cho tác giả của bàn thắng đẹp nhất trong năm.
| Cầu thủ        | Quốc tịch  | Câu lạc bộ     |
| -------------- | ---------- | -------------- |
| Hamit Altıntop | Thổ Nhĩ Kỳ | Bayern München |

### FIFA/FIFPro World XI
Đội hình tiêu biểu của thế giới
| Vị trí | Cầu thủ           | Đội tuyển quốc gia | Câu lạc bộ          |
| ------ | ----------------- | ------------------ | ------------------- |
| TM     | Iker Casillas     | Tây Ban Nha        | Real Madrid         |
| HV     | Maicon            | Brasil             | Inter Milan         |
| HV     | Carles Puyol      | Tây Ban Nha        | Barcelona           |
| HV     | Gerard Piqué      | Tây Ban Nha        | Barcelona           |
| HV     | Lúcio             | Brasil             | Inter Milan         |
| TV     | Wesley Sneijder   | Hà Lan             | Inter Milan         |
| TV     | Xavi              | Tây Ban Nha        | Barcelona           |
| TV     | Andrés Iniesta    | Tây Ban Nha        | Barcelona           |
| TĐ     | Lionel Messi      | Argentina          | Barcelona           |
| TĐ     | David Villa       | Tây Ban Nha        | Valencia, Barcelona |
| TĐ     | Cristiano Ronaldo | Bồ Đào Nha         | Real Madrid         |

## Chú giải
1. ↑  "Trước lễ trao giải Quả bóng Vàng 2010: Đêm Gala đã bắt đầu..."
2. ↑  "Toutes les récompenses", France Football 10h37' 10/1/2010
3. ↑  "Messi giành danh hiệu "Quả bóng vàng FIFA 2010"".
4. ↑  Le classement du Ballon d’Or 2010, 8h30 11/1/2010